# Magnolia Park
Magnolia Park – centrum handlowo-rozrywkowo-rekreacyjne we Wrocławiu przy ul. Legnickiej 58.
Centrum handlowe o całkowitej powierzchni 240 tys. m² zostało otwarte 25 października 2007, w marcu 2015 roku rozbudowane o kolejną część do powierzchni handlowej wynoszącej blisko 100 000 m² – co uczyniło Magnolię Park jednym z największych centrów handlowych w Polsce.
Kompleks posiada dwa poziomy, na których mieści się ok. 250 sklepów, kawiarni, restauracji i punktów usługowych. Parking samochodowy przewidziany został na ponad 3500 miejsc. Część rozrywkowo-rekreacyjna obejmuje kino i salę zabaw dla dzieci.
Za zarządzanie Magnolia Park odpowiada Multi Poland Sp. z o.o.